# حلزة نجمية
حِلَّزَة نجمية هو نوع جنس الحلزة من النباتات البصلية موطنها قُرشقة سردانية وجزر كبرية في طصقانة.

## الوصف
أوراقها بحرية النصل تعلو من 40 إلى 60 سم، وتعرض من 10 إلى 20 مم. شمراخها يعلو من 30 إلى 60 سم. يحمل من 3 إلى 15 زهرة تطول من 10 إلى 15 سم. بتلاتها خيطية مدببة. إطارها التاجي مسنن الحافة. ترغب في الشطوط البحرية والمواقع القليلة الارتفاع. ازهرارها يستمر من تموز إلى أيلول.

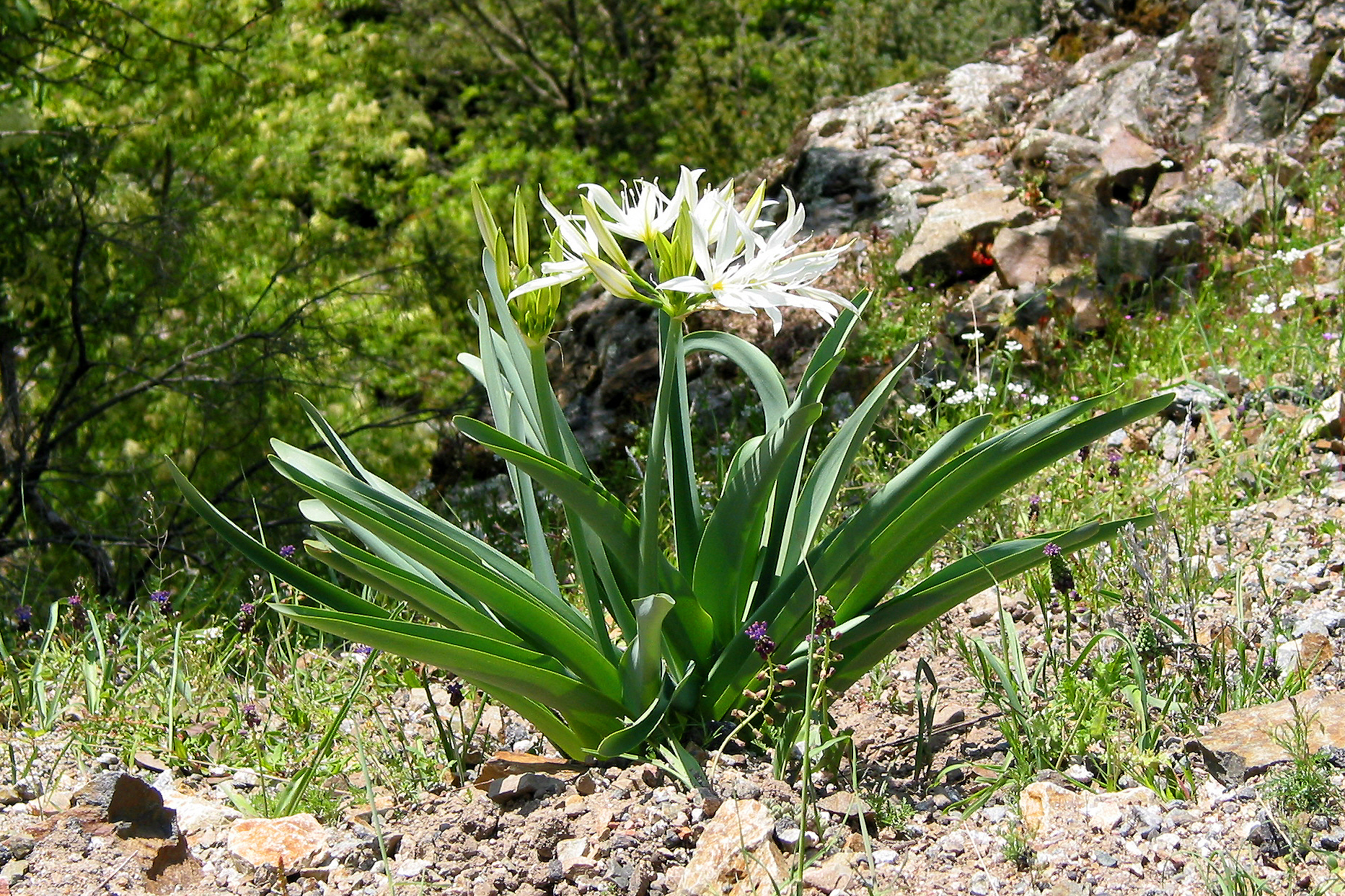
حلزة نجمية في تولة (قرشقة).